# 四国公约
 四国公约（Four-Power Treaty）是1921年12月13日在华盛顿海军会议上由美国、英国、法国和日本签署的条约。 

条约首页

在一定程度上，这是对美国与日本之间签署的《蓝辛-石井协定》的后续行动 。 
根据《四国公约》，各方同意尊重签署该协议的其他国家在太平洋地区的领土主权，不寻求进一步的领土扩张，并在发生争端时相互协商，以维持太平洋的现状和领土以及财产。 
四国条约的主要成果是终结了1902年以来的英日同盟。